# Montserratí
|  | Aquest article tracta sobre la proposta de nova comarca. Si cerqueu la subcomarca actual, vegeu «Baix Llobregat Nord». |

El Montserratí (també anomenat Pla de Montserrat, Comarca de Montserrat, Baix Llobregat Nord o Penedès Montserratí) és una comarca natural situada a la falda sud-est de la muntanya de Montserrat, de la qual pren el nom. El seu territori es troba repartit principalment entre les comarques actuals del Baix Llobregat, l'Anoia i l'Alt Penedès, si bé també s'ha proposat d'integrar-hi alguns municipis del Bages i del Vallès Occidental. El principal nucli urbà és la vila de Martorell, que tradicionalment ha actuat com a capital subcomarcal.
La quinzena de pobles que la integren —que varien segons les fonts— han compartit històricament un marc referencial comú esdevenint una zona perifèrica dels àmbits d'influència penedesenc, igualadí i, en menor mesura, metropolità i bagenc. El fet que s'hi trobi la confluència entre els rius Llobregat i Anoia i que sigui lloc de pas obligat que comunica el pla de Barcelona amb l'interior del país ha fet del Montserratí una zona de cruïlla entre les grans comarques i demarcacions pròximes, situant-se en els límits de les antigues vegueries —i posteriorment corregiments— de Vilafranca, Barcelona i Manresa. Amb la divisió administrativa de Catalunya establerta en la dècada de 1930, el Montserratí va ser repartit en diverses comarques, quedant-ne el gruix de municipis inclosos dins l'actual subcomarca del Baix Llobregat Nord.
L'encaix del Montserratí (malgrat referir-s'hi amb altres noms) ha estat objecte de debat en les successives propostes contemporànies d'organització territorial del Principat. Diversos geògrafs i estudiosos del fet comarcal —entre ells Pau Vila, principal responsable de la divisió comarcal de 1936— han valorat l'opció de crear una comarca pròpia a l'entorn del Pla de Montserrat amb capital a Martorell. Més endavant, l'Informe Roca de l'any 2000 encarregat pel Parlament de Catalunya, també va insistir en aquesta solució.
Amb l'entrada al segle xxi va renéixer la reivindicació del territori per esdevenir una nova comarca, seguint els passos que van fer possible la constitució del Moianès l'any 2015. Així, nombroses entitats, personalitats i també diversos Ajuntaments implicats s'han posicionat a favor del Montserratí, constituint l'any 2017 la Plataforma «El Montserratí és Comarca» per reclamar-ne la creació davant de la Generalitat i l'opinió pública.

## Denominació

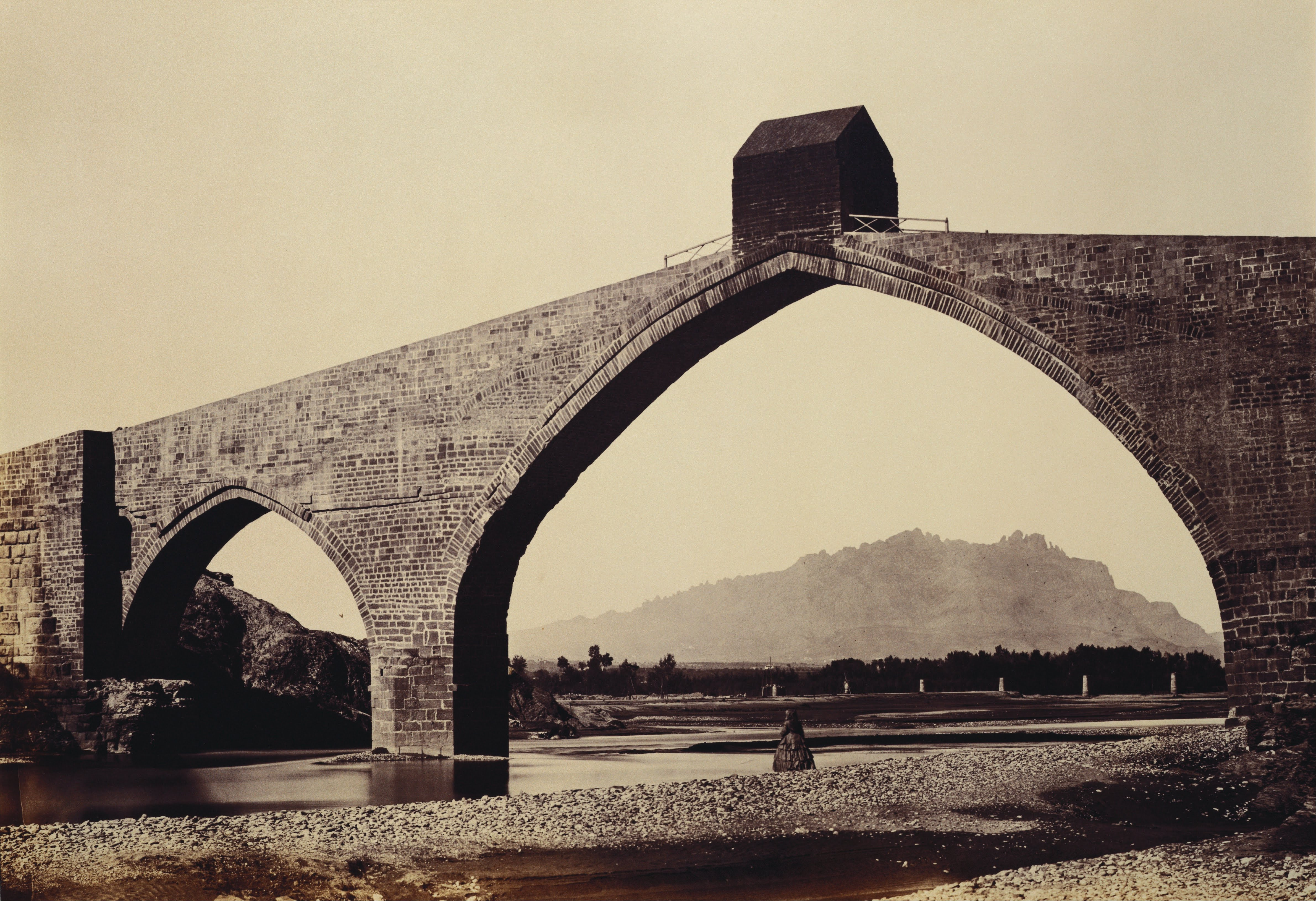
El pont del Diable sobre el riu Llobregat amb el massís de Montserrat al fons (foto de Charles Clifford, c. 1860).

La denominació «Montserratí» no es correspon amb un nom d'ús històric, però actualment és la més estesa. Diversos mitjans de comunicació local l'utilitzen habitualment per a referir-se a aquest territori i el quinzenal Línia Nord fins i tot té una edició comarcal específica.
Neix a partir d'un sentiment identitari estès majoritàriament entre les noves generacions de la subcomarca del Baix Llobregat Nord i actualment té el seu ressò en diverses iniciatives com la Colla Bastonera del Montserratí, la competició esportiva Marxa del Montserratí, organitzada pel Club Excursionista d'Esparreguera, la Fira del Montserratí que se celebra anualment a la zona o l'Associació Massís de Montserrat, una entitat que ha fet de la defensa de la nova comarca la seva principal marca d'identitat i que ha impulsat la Cooperativa del Montserratí i un portal web comarcal.
El desembre de l'any 2021, Televisió de Catalunya va emetre un capítol del popular programa Joc de cartes dedicat a destriar «el millor restaurant amb història del Montserratí», amb la participació de quatre locals de Collbató, Castellví de Rosanes, Esparreguera i Sant Esteve Sesrovires.
A nivell botànic, una de les principals varietats catalanes autòctones d'olivera és la vera del Montserratí, que prolifera a l'entorn del massís i en particular als municipis de Collbató i el Bruc.
Al llarg de les dècades durant les quals s'ha debatut la qüestió, s'han proposat altres noms que han tingut menys èxit, com ara Pla de Montserrat, de caràcter més geogràfic, o els genèrics Comarca de Montserrat, Comarca de Martorell i Baix Llobregat Nord. Arran del debat a l'entorn de la creació de la vegueria del Penedès, alguns autors van proposar la inclusió de la subcomarca a la nova vegueria amb la denominació de Penedès Montserratí.

## Geografia

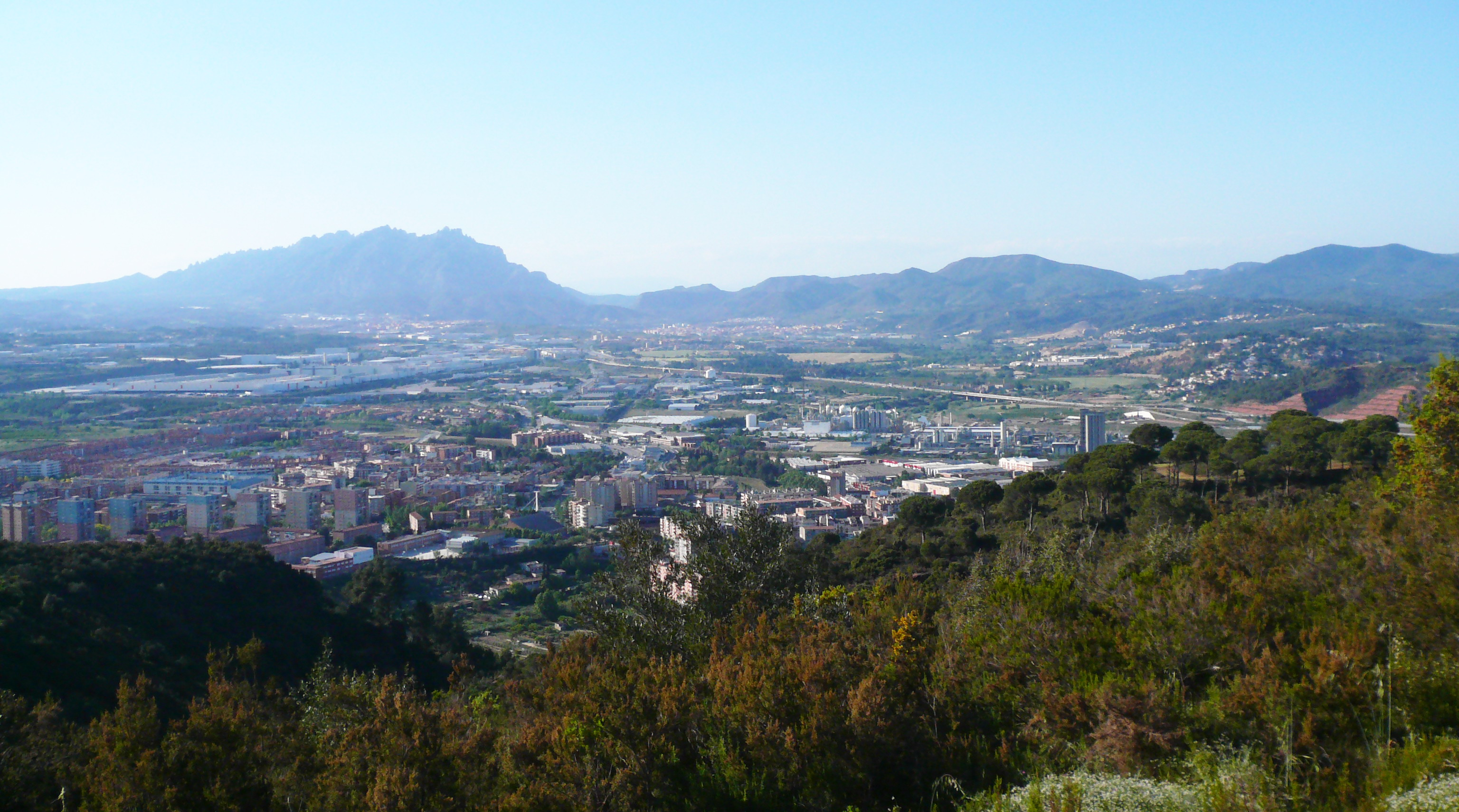
Panoràmica del Pla de Montserrat.

A banda del mateix massís de Montserrat, la principal unitat geològica del Montserratí és l'anomenat pla de Montserrat, un fragment de la depressió Prelitoral que es troba enfonsat respecte les planes veïnes del Vallès i del Penedès. Pel seu centre passa el riu Llobregat que, tot aprofitant una falla, transcorre entre dos estrets que delimiten l'espai de la comarca natural: el del Cairat, a Esparreguera, i el Congost que separa Martorell i Sant Andreu de la Barca. Els altres límits són el coll del Bruc al nord, la serra de l'Ordal al sud i la successió de petites serralades ondulades a l'oest —les valls de l'Anoia— que la separen del pla penedesenc.
També existeix una visió més àmplia del territori que incorpora municipis bagencs al nord del massís, situats als contraforts de la muntanya en els límits exteriors amb el Pla de Bages.

## Composició de la comarca

### Municipis integrants
En no tenir cap fonament legal, les poblacions que conformen el Montserratí no són una llista tancada i poden variar segons les fonts. Majoritàriament es fa referència, sobretot, als municipis del Baix Llobregat Nord amb la inclusió d'alguns més de l'Anoia i l'Alt Penedès, però en altres propostes s'inclouen també municipis del Bages situats al nord del massís de Montserrat.
Els dos llistats amb més base a tenir en compte són:
- L'Informe Roca (2000), elaborat per una comissió d'experts encarregada de la revisió del model d'organització territorial de Catalunya: inclou un total de quinze municipis de quatre comarques diferents (vuit del Baix Llobregat, quatre de l'Anoia, dos de l'Alt Penedès i un del Vallès Occidental).[9] Sumarien una superfície de 367,63 km² i una població de prop de 180.000 habitants.[21]
- La Plataforma El Montserratí és Comarca (2017): consta de vuit municipis adherits (set del Baix Llobregat i un de l'Anoia) que sumen una superfície de 176,94 km² i una població d'uns 103.000 habitants.[21] Al manifest fundacional de l'entitat es convidava també els municipis de Castellolí (Anoia) i Marganell, Castellgalí, Sant Vicenç de Castellet, Castellbell i el Vilar i Monistrol de Montserrat (Bages).[2]

| Municipi                 | Població (2019) | Superfície (km²) | Comarca actual    |  |
| ------------------------ | --------------- | ---------------- | ----------------- |  |
| Abrera                   | 12.489          | 19,94            | Baix Llobregat    |  |
| Castellví de Rosanes     | 1.884           | 16,38            | Baix Llobregat    |  |
| Collbató                 | 4.466           | 18,07            | Baix Llobregat    |  |
| Esparreguera             | 22.251          | 27,40            | Baix Llobregat    |  |
| Martorell                | 28.189          | 12,76            | Baix Llobregat    |  |
| Olesa de Montserrat      | 23.904          | 16,63            | Baix Llobregat    |  |
| Sant Andreu de la Barca  | 27.558          | 5,50             | Baix Llobregat    |  |
| Sant Esteve Sesrovires   | 7.612           | 18,56            | Baix Llobregat    |  |
| El Bruc                  | 2.050           | 47,20            | Anoia             |  |
| Els Hostalets de Pierola | 2.973           | 33,49            | Anoia             |  |
| Masquefa                 | 9.211           | 17,06            | Anoia             |  |
| Piera                    | 15.603          | 57,20            | Anoia             |  |
| Gelida                   | 7.533           | 26,69            | Alt Penedès       |  |
| Sant Llorenç d'Hortons   | 2.413           | 19,72            | Alt Penedès       |  |
| Castellbisbal            | 12.390          | 31,03            | Vallès Occidental |  |
| TOTAL                    | 180.526         | 367,63           |                   |  |

### Capitalitat
Pel que fa a la capitalitat d'una futura comarca, la majoria de fonts assumeixen que aquesta hauria de ser Martorell pel seu pes demogràfic i com a principal nus de comunicacions del territori que ja acull molts serveis bàsics d'abast subcomarcal. La majoria de propostes històriques que s'han fet de l'àmbit comarcal montserratí coincideixen en aquest aspecte, però tanmateix Olesa de Montserrat també s'ha postulat com a candidata.

### Vegueria
En cas que el Montserratí arribés a oficialitzar-se com a nova comarca, caldria decidir també a quina vegueria hauria de ser adscrita. Actualment la majoria dels municipis que l'integren formen part del Baix Llobregat Nord i, per tant, de la vegueria de Barcelona. Tanmateix, els municipis que pertanyen a les comarques actuals de l'Anoia o l'Alt Penedès s'enquadren en la vegueria del Penedès i, en bona part, l'argumentació històrica sobre la diferenciació comarcal respecte la zona del Pla del Llobregat es basa en el fet que els municipis montserratins han tingut tradicionalment més relació amb l'àmbit penedesenc. En conseqüència, s'ha proposat la inclusió del Montserratí a la vegueria del Penedès, fins i tot amb la denominació ben clarificadora de Penedès Montserratí.

## Antecedents històrics

### Edat mitjana i moderna (s. XI-XVIII)

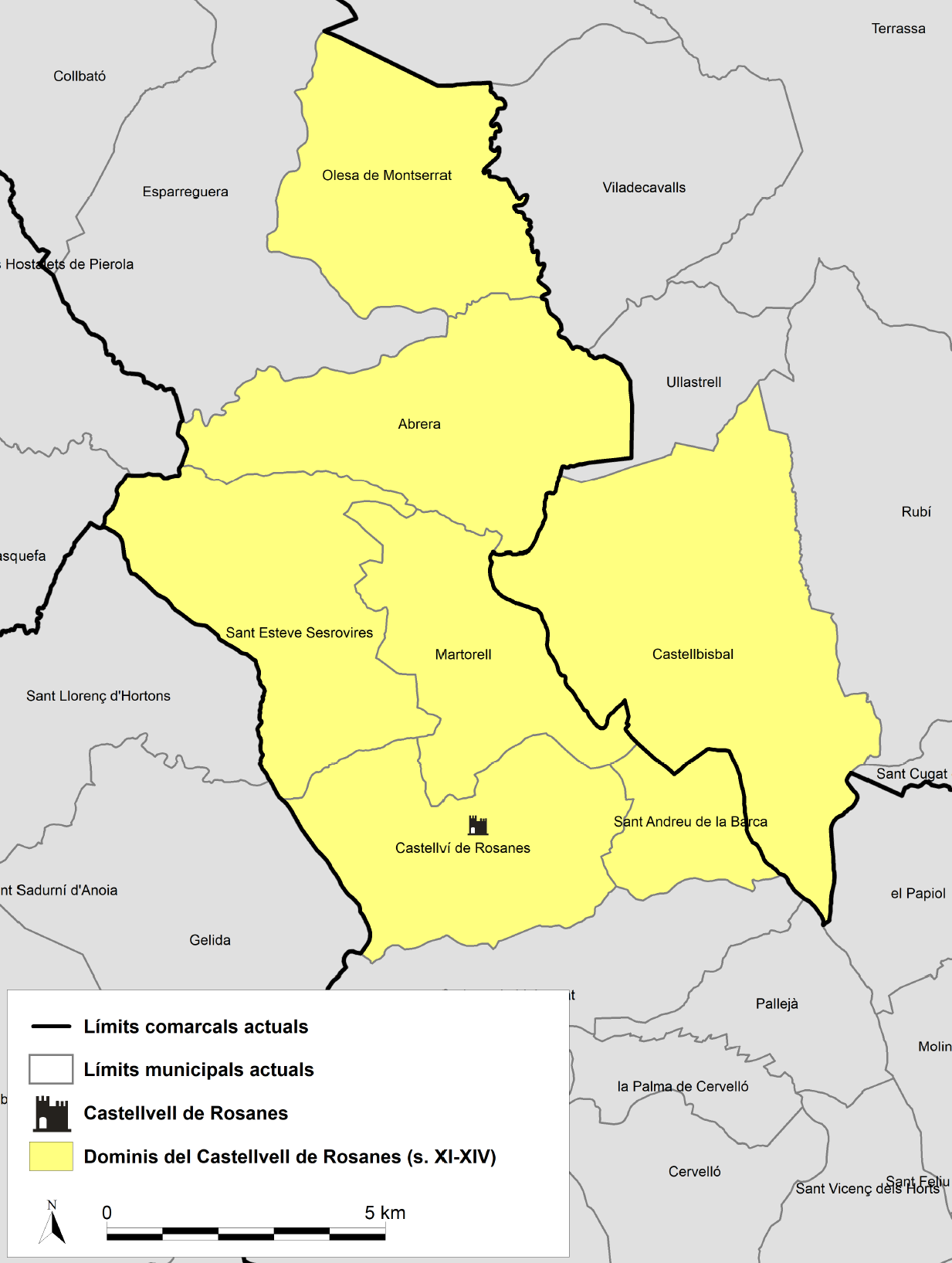
Dominis del Castell Vell de Rosanes.

#### Baronia de Castellvell
La referència més antiga d'una unitat territorial en aquesta zona cal trobar-la en l'antiga baronia de Castellvell, establerta al segle xi pel comte de Barcelona Ramon Borrell durant la repoblació dels nous territoris establerts a la marca fronterera amb els sarraïns, majoritàriament a la riba sud del riu Llobregat. Els seus dos nuclis foren el Castell Vell de Rosanes i el Castellvell de la Marca. El primer, seu principal del baró, dominava un territori format aproximadament pels actuals municipis de Castellví de Rosanes, Martorell, Sant Esteve Sesrovires, Abrera, Olesa de Montserrat, Sant Andreu de la Barca i Castellbisbal.
Al segle xii els dominis dels Castellvell es van expandir amb la incorporació de nous territoris conquerits a l'entorn de les muntanyes de Prades, però l'any 1205 les possessions van ser dividides i el nucli original restà sota la nova baronia de Castellví de Rosanes, que poc després passaria a mans del llinatge dels Montcada i més tard a la Corona catalana.

#### El repartiment en vegueries i corregiments
A partir del segle xiii la vegueria es va imposar com a unitat territorial bàsica dins el Principat de Catalunya —superposada a les de tipus eclesiàstic i jurisdiccional— i el gruix dels pobles del Pla de Montserrat van quedar inclosos a dins de la vegueria de Vilafranca, amb l'excepció d'Olesa de Montserrat, Sant Andreu de la Barca i Castellbisbal, que van restar a la vegueria de Barcelona. Al llarg dels segles els límits veguerials van patir successives modificacions, arran de les quals les poblacions montserratines van fluctuar entre les vegueries vilafranquina i barcelonina: a principis del segle xviii, a més de les tres esmentades, també Abrera, Sant Esteve Sesrovires, Martorell i Castellví de Rosanes havien passat a formar part de l'àmbit barceloní.
Amb els Decrets de Nova Planta de 1716 les vegueries catalanes van ser abolides i Catalunya es va dividir en dotze corregiments, amb importants canvis respecte la situació anterior. La major part del territori montserratí romandria dins el corregiment de Vilafranca, tret del sector meridional (Sant Esteve Sesrovires, Martorell, Castellví de Rosanes i Sant Andreu de la Barca), que es mantindria al corregiment de Barcelona, mentre que els pobles situats a llevant del Llobregat (Olesa de Montserrat i Castellbisbal) passarien a integrar el nou corregiment de Mataró.
Durant les edats mitjana i moderna el concepte de comarca era una simple distinció geogràfica sense valor administratiu, tant en la divisió de vegueries com de corregiments. La primera relació exhaustiva de poblacions del país per comarques és del jesuïta Pere Gil Estalella (1551-1622), que a finals del segle xvi va publicar una obra segons la qual el gruix de poblacions montserratines formaven part del «Pla de Barcelona y del Riu Llobregat».

### La divisió territorial contemporània (s. XIX-XX)

#### Els primers estudis del fet comarcal

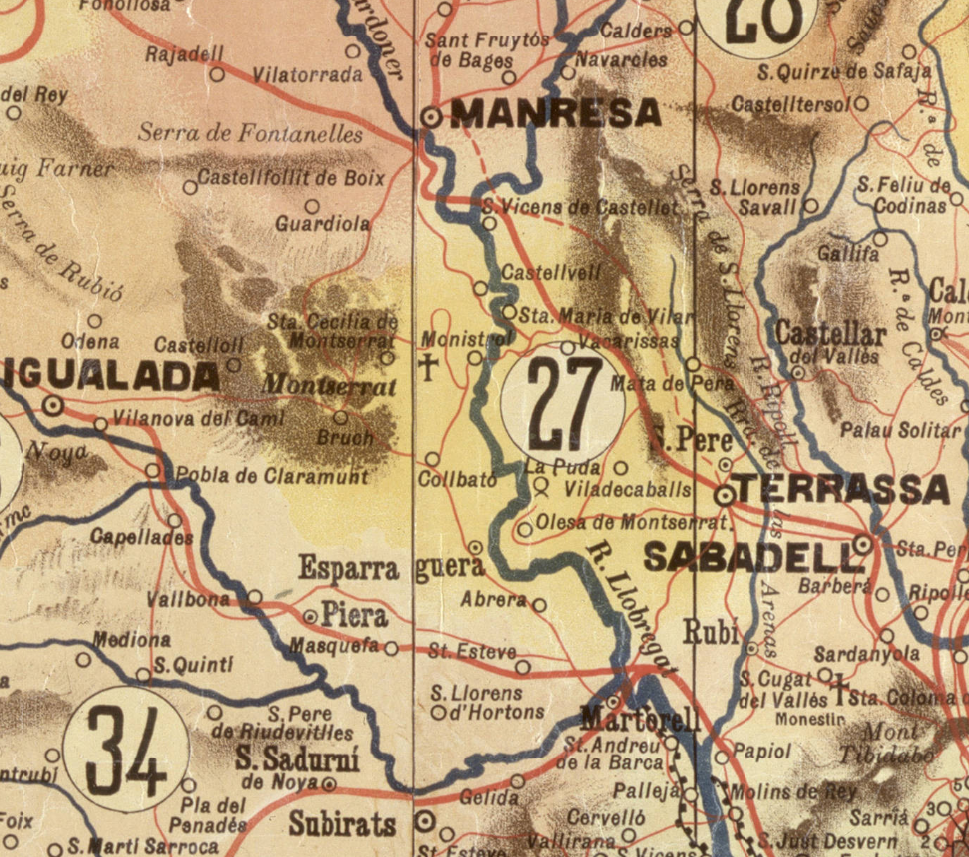
Comarca d'Olesa proposada per Francesc Flos i Calcat (1906).

L'impuls de la Renaixença i la consolidació del catalanisme polític a finals del segle xix van estimular un renovat interès pel fet comarcal, amb la intenció de readaptar-lo en el context de la modernització del país que preveien les Bases de Manresa de 1892. En aquest context, diversos autors com ara Norbert Font i Sagué (1897), Francesc Carreras i Candi (1907) o Pere Blasi i Maranges (1922) van fer estudis i propostes per a una divisió administrativa del país en comarques, que fins aquell moment eren simples referències d'ús comú sense cap base legal.
En la majoria de mapes proposats, el Montserratí quedava, un cop més, diluït en les grans unitats històriques com el Penedès o inclòs en formulacions ad hoc sense tradició, però justificades amb criteris de tipus funcional, com les comarques «d'Igualada» o «del Llobregat». Un dels que va reflectir parcialment la identitat montserratina va ser el plànol dibuixat per Francesc Flos i Calcat (1906), en què es proposava una «comarca d'Olesa» que abastava un àmbit que anava aproximadament del Bruc fins als entorns de Terrassa i de Martorell fins a Sant Vicenç de Castellet.

#### Els treballs de la Mancomunitat
A l'enquesta sobre agricultura adreçada per la Mancomunitat de Catalunya als ajuntaments l'any 1917, les respostes sobre la pertinença comarcal dels representants de diversos municipis de l'àmbit montserratí —no hi consta la resposta de tots els pobles actuals— evidencien la ubicació difusa d'aquest territori en un espai fronterer entre els pols d'influència del Penedès, el Bages i Igualada.

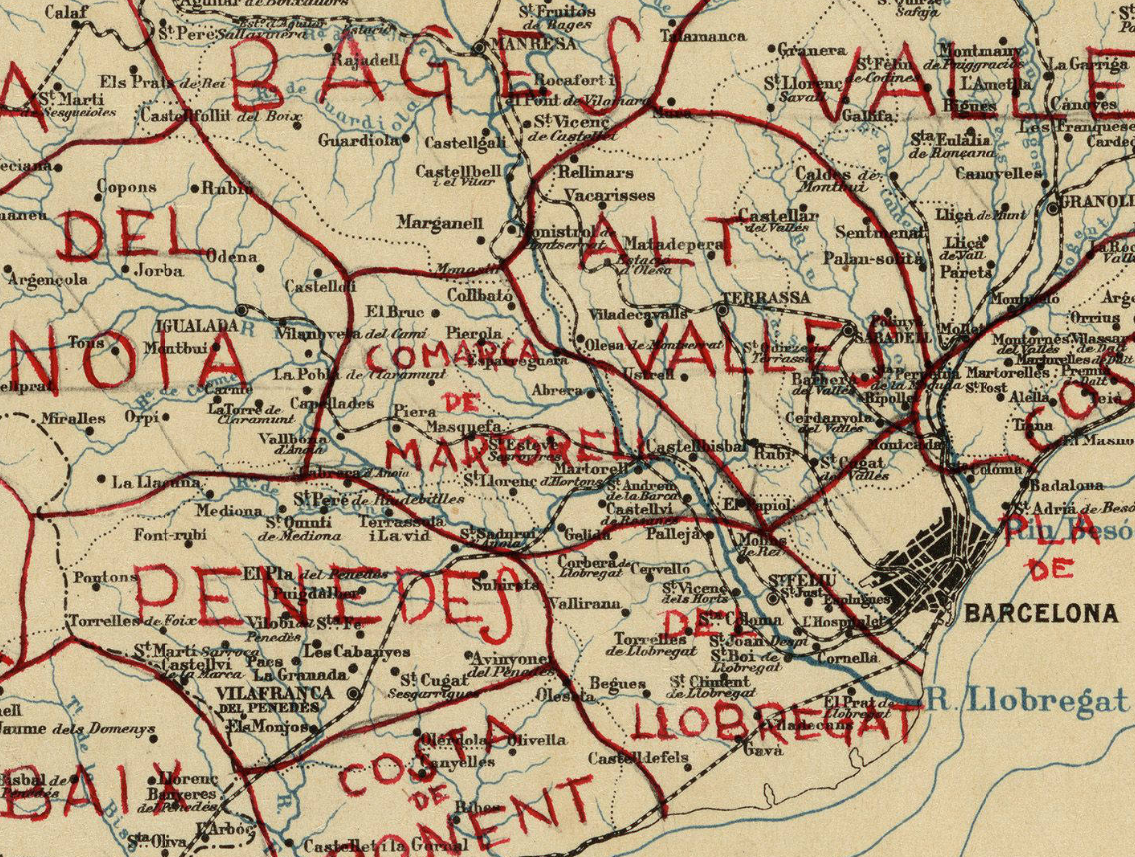
Comarca de Martorell dins la divisió territorial proposada per Josep Maria Rendé (1924).

D'entre ells, els pobles de Collbató i els Hostalets de Pierola prenen com a referència comarcal la vila de Martorell, mentre que les respostes del Bruc, Esparreguera, Sant Llorenç d'Hortons i Sant Andreu de la Barca denoten una manca d'identificació clara amb cap de les grans unitats existents:
| Municipi                 | Enquesta de 1917               | Comarca actual |
| ------------------------ | ------------------------------ | -------------- |
| Castellolí               | Igualada                       | Anoia          |
| Collbató                 | Martorell                      | Baix Llobregat |
| El Bruc                  | El Bruc / Igualada             | Anoia          |
| Els Hostalets de Pierola | Martorell a Igualada Martorell | Anoia          |
| Esparreguera             | Esparreguera                   | Baix Llobregat |
| Piera                    | Penedès                        | Anoia          |
| Sant Andreu de la Barca  | Sant Andreu                    | Baix Llobregat |
| Sant Llorenç d'Hortons   | Llobregat                      | Anoia          |

Uns anys més tard, l'agrònom Josep Maria Rendé i Ventosa, cap del Servei d'Acció Social Agrària de la Mancomunitat, va proposar per primera vegada la creació d'una «comarca de Martorell» en el Pla d'Organització Social Agrària de 1924, que havia de correspondre's amb una Federació Agrària homònima i que incloïa els municipis de Martorell, el Papiol, Castellbisbal, Sant Andreu de la Barca, Castellví de Rosanes, Gelida, Sant Llorenç d'Hortons, Sant Esteve Sesrovires, Masquefa, Piera, Vallbona d'Anoia, els Hostalets de Pierola, el Bruc, Collbató, Esparreguera i Abrera.

#### La divisió territorial de la Generalitat republicana

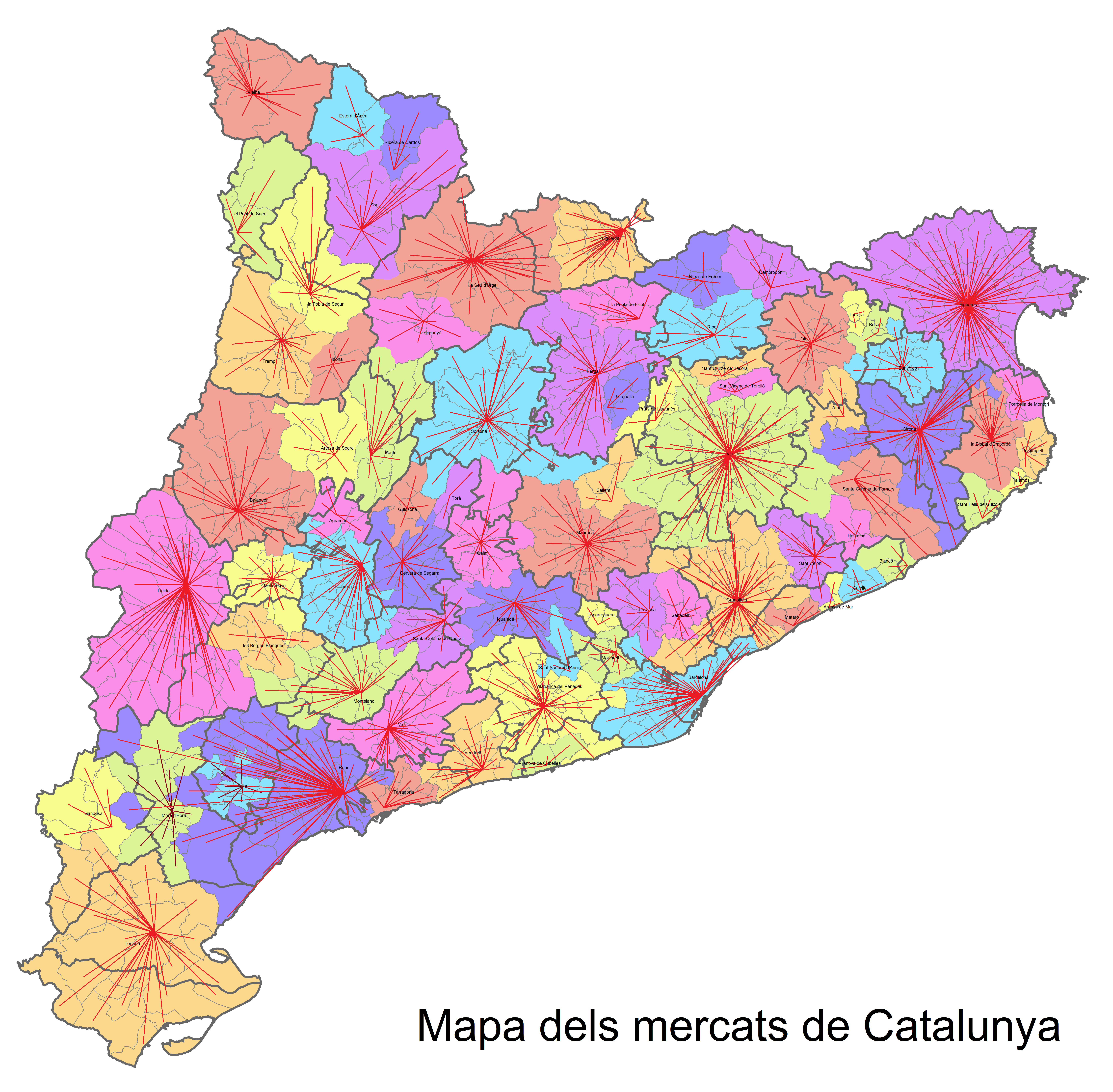
Resultats de l'enquesta als ajuntaments de 1931 amb les àrees de radiació dels principals mercats.

La nova Ponència d'Estudi de la Divisió Territorial de Catalunya, impulsada per la Generalitat republicana i formada per diverses personalitats com ara l'historiador Antoni Rovira i Virgili o el geògraf Pau Vila, va considerar la creació d'aquesta nova comarca al voltant de Martorell, que havia estat identificat com el principal mercat del seu àmbit d'influència. Davant la posició de la majoria dels integrants de la Ponència de formar una comarca del «Baix Llobregat» amb uns límits molt similars als del partit judicial de Sant Feliu de Llobregat establert l'any 1834, Pau Vila va insistir en el fet que la ciutat montserratina en fos la capital, atesa la seva condició de nus de comunicacions i per tal d'evitar la segregació funcional del sector nord de l'àmbit comarcal.

Proposta de comarcalització de Catalunya feta per Pau Vila (1931).

En la seva proposta personal de divisió comarcal ho argumentava amb les següents paraules:
BAIX LLOBREGAT. Li hem donat una extensió major del que s'ha vingut fens fins ara; en part per raó de les comunicacions ferroviàries establertes de pocs anys ençà. Atenent-nos a aquesta realitat rectora, hi adjuntem la franja llobregatinavallesana i una altra franja penedesenca i endinsem la comarca fins a Monistrol, per bé que, pel fet de trobar-se aquesta població enllà del congost montserratí, estigui, geogràficament, dins el Llobregat mitjà. Estesa, doncs, aquesta comarca del Montserrat al mar, creiem convenient de situar-ne la capitalitat a Martorell que tostemps ha estat un nus de comunicacions de primer ordre.
Tanmateix, la versió definitiva de la nova divisió territorial de Catalunya aprovada per decret el desembre de 1936 incorporaria la comarca del Baix Llobregat amb capital a Sant Feliu.
Posteriorment a la desfeta republicana i la instauració de la dictadura franquista, que va abolir tota la legislació anterior elaborada per la Generalitat, la idoneïtat d'una comarca montserratina també va aparèixer en el Plan General de Ordenación de la Provincia de Barcelona (1959) i com a zona urbanística diferenciada en el Plan Director del Área Metropolitana de Barcelona (1966).

#### La llei de comarques de 1987
Amb la recuperació de les institucions democràtiques es va reprendre el debat a l'entorn de l'organització territorial del país, partint en general del precedent immediat republicà. Un dels primers estudis va ser el proposat per Lluís Casassas i Joaquim Clusa (1981), en què proposaven les municipalies com a únic nivell organitzatiu de l'administració local —a mig camí entre un «municipi gran» o una «comarca petita»—, simplificant el mapa municipal vigent per agrupació en 129 ens locals. Dins d'aquesta visió es va proposar una municipalia de Martorell, inclosa dins l'àrea d'administració de Barcelona.
L'abril de 1987 la Generalitat aprovà la Llei d'organització comarcal, prenent com a base les delimitacions promulgades l'any 1936 però convocant per via d'un decret una consulta municipal per conèixer l'opinió del territori, tal com preveia la nova llei. Referent al cas del Montserratí, el resultat fou que els municipis d'Abrera, Esparreguera, Masquefa, Olesa de Montserrat i Sant Esteve Sesrovires proposaren clarament la creació de la comarca del Baix Llobregat Nord o Montserrat al voltant de Martorell, que tanmateix va respondre afirmativament a la seva inclusió al Baix Llobregat.

### Les noves propostes delseglexxi

#### L'Informe Roca

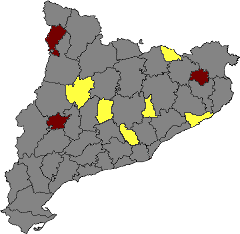
Mapa amb les noves comarques (en groc) proposades a l'Informe Roca (2000).

Malgrat l'establiment i consolidació del mapa comarcal a partir de la dècada de 1990, les propostes per a resoldre la qüestió del Baix Llobregat Nord s'han anat repetint amb el temps, esperonades per les successives reformes legislatives que han donat lloc a la seva revisió per adaptar-lo millor a la realitat del territori. D'entre els diversos estudis que han abordat la qüestió destaca l'Informe sobre la revisió del model d'organització territorial de Catalunya de l'any 2000 (conegut com a Informe Roca perquè l'expolític Miquel Roca i Junyent va presidir la comissió d'experts que va redactar-lo), un encàrrec del Parlament de Catalunya que va proposar la formació de sis noves comarques: Alta Segarra, Baix Llobregat Nord, Moianès, Segre Mitjà, Selva Marítima i Vall de Camprodon.

Pel que fa a l'àmbit montserratí, amb la denominació Baix Llobregat Nord es proposava una comarca de quinze municipis, articulada al voltant de Martorell com a nucli urbà de referència. Les poblacions afectades eren Abrera, el Bruc, Castellbisbal, Castellví de Rosanes, Collbató, Esparreguera, Gelida, els Hostalets de Pierola, Martorell, Masquefa, Olesa de Montserrat, Piera, Sant Andreu de la Barca, Sant Esteve Sesrovires i Sant Llorenç d'Hortons. L'informe justificava així la proposta:
Històricament és una zona de cruïlla i trobada entre les grans comarques i demarcacions pròximes: Vallès, Baix Llobregat, Penedès, Bages i comarca d'Igualada. Correspon aproximadament a l'arxiprestat de Montserrat i a l'àmbit de l'Agència d'Extensió Agrària, districte telefònic, oficina de l'INEM i partit judicial de Martorell. Si descomptem l'atracció de la ciutat de Barcelona, Martorell és la primera destinació laboral de 8 municipis de l'àrea proposada, i altres 4 s'adrecen principalment a altres localitats de la mateixa comarca. […] És una àrea amb un fort creixement en tots els ordres (demogràfic, industrial i de serveis). És un àmbit cabdal en l'articulació metropolitana, justament pel seu caràcter d'interconnexió, com a porta d'entrada al continu urbà barceloní. Martorell ha tingut certa primacia històrica, gràcies al fet que ocupa una posició estratègica, i sembla la capitalitat idònia com a punt de trobada de les viles d'igual població d'Olesa, Esparreguera i St. Andreu de la Barca. Sobre la incorporació de municipis de l'Anoia (el Bruc, els Hostalets de Pierola, Masquefa i Piera). Aquest sector de l'antiga vegueria (després corregiment) de Vilafranca del Penedès es troba físicament en la depressió prelitoral, en estreta relació amb la rodalia de Martorell, tal com evidencien les dades de mobilitat laboral.
En l'àmbit municipal el document també proposava la incorporació de tot el nucli de la Beguda Alta al municipi de Masquefa i l'agrupament obligatori de Castellví de Rosanes amb Martorell i del Bruc amb Collbató, per tractar-se de municipis de menys de 1.000 habitants.

#### El debat sobre el model d'organització territorial de Catalunya

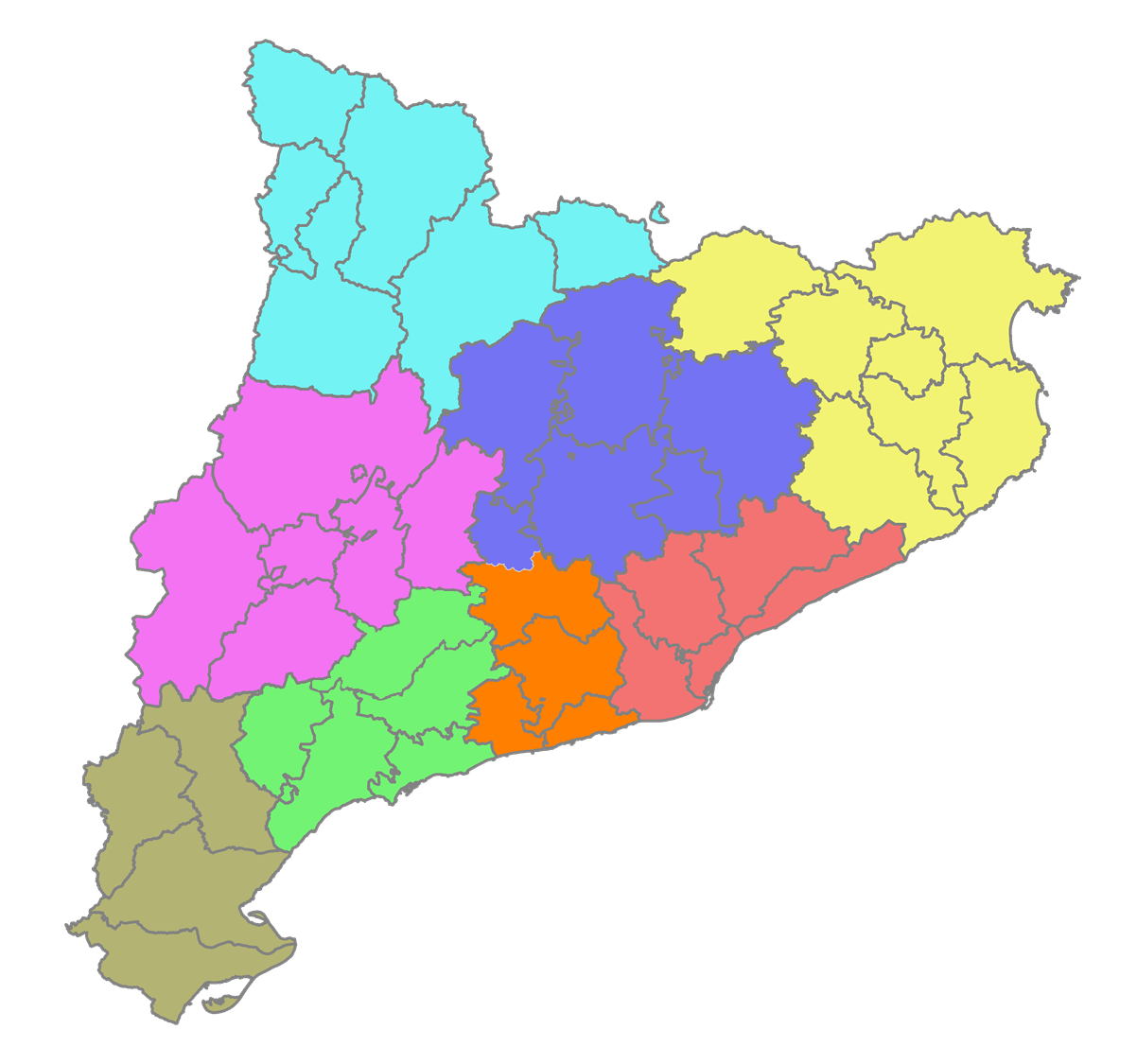
Mapa de les vegueries establertes per la llei de 2010 i la posterior inclusió del Penedès l'any 2017.

La formació del primer govern tripartit d'esquerres l'any 2003 amb la signatura del Pacte del Tinell va posar sobre la taula la necessitat d'un nou model d'organització territorial de Catalunya a partir de tres nivells administratius: la vegueria, la comarca i el municipi. El debat es va estructurar al llarg del 2004, prenent com a punt de partida la recuperació de moltes de les propostes de l'Informe Roca.
En aquest context, el conseller de Governació i Administracions Públiques Joan Carretero va presentar públicament el setembre de 2004 una proposta que va provocar polèmica en anunciar la possibilitat de crear dotze noves comarques —fins a un total de cinquanta-tres—, entre elles el Pla de Montserrat. Carretero afirmava que els territoris que aspiraven a ser comarca havien de complir unes mínimes condicions, com l'existència d'un consens entre els municipis afectats, seguir una lògica geogràfica i històrica i tenir un mínim pes demogràfic.
El document de Bases per a l'Organització Territorial de Catalunya impulsat per la conselleria preveia la unificació de les administracions metropolitanes locals, tot eliminant la duplicitat competencial existent entre els Consells Comarcals i l'Àrea Metropolitana de Barcelona. Això implicava, en el cas concret del Baix Llobregat, dues possibilitats: o la reconversió del Consell Comarcal en un Consell d'Alcaldes que només continuaria prestant serveis a la subcomarca del Baix Llobregat Nord, o la creació d'una nova comarca del Baix Llobregat Nord o Pla de Montserrat.
Tanmateix, l'acceleració dels treballs de reforma del nou Estatut d'Autonomia de Catalunya, que s'aprovaria finalment el 2006, van provocar que el debat comarcal quedés en via morta, especialment després que la comissió parlamentària encarregada decidís no incloure-hi la proposta de nou model d'organització territorial per les desavinences entre els diversos partits que hi donaven suport. En els anys següents a l'aprovació del nou Estatut tota l'atenció política giraria principalment a l'entorn de les vegueries, quedant la qüestió de la revisió comarcal en segon terme, amb l'excepció del Moianès.

#### Altres formulacions recents
Posteriorment a la publicació de l'Informe Roca altres autors han insistit en la necessitat de dividir en dos l'actual Baix Llobregat. El geògraf Jesús Burgueño —integrant de la comissió d'experts— va proposar emmarcar el nord en la nova comarca del Pla de Montserrat i integrar el sud a una comarca de Barcelona equivalent a tot l'àmbit metropolità. El mateix autor, anys més tard, en el context del debat a l'entorn de la creació de la nova vegueria del Penedès va suggerir d'incloure-hi la nova comarca amb la denominació de Penedès Montserratí.
L'any 2005 el Centre de Política de Sol i Valoracions de la Universitat Politècnica de Catalunya, dirigit per l'arquitecte Josep Roca Cladera, va proposar una ambiciosa reordenació del territori català sobre la base dels sistemes urbans existents, tot formant «mancomunicats comarcals» que substituirien la divisió comarcal vigent. En aquest estudi reiteren la creació d'una nova comarca del Baix Llobregat Nord amb els mateixos municipis proposats a l'Informe Roca, a l'entorn del node urbà de Martorell.

## Antecedents administratius i funcionals

### Àmbits funcionals equivalents
El territori del Montserratí —sense incloure les poblacions situades al vessant nord de la muntanya— correspon aproximadament a diverses unitats territorials vigents de tipus administratiu o funcional:
- Sector sanitari del Baix Llobregat Nord[50]
- Partit judicial de Martorell[51]
- Oficina de Treball de Martorell[52]
- Agència d'Extensió Agrària
- Districte telefònic
- Arxiprestat de Montserrat del bisbat de Sant Feliu de Llobregat[53][54]

### Parc Rural del Montserrat

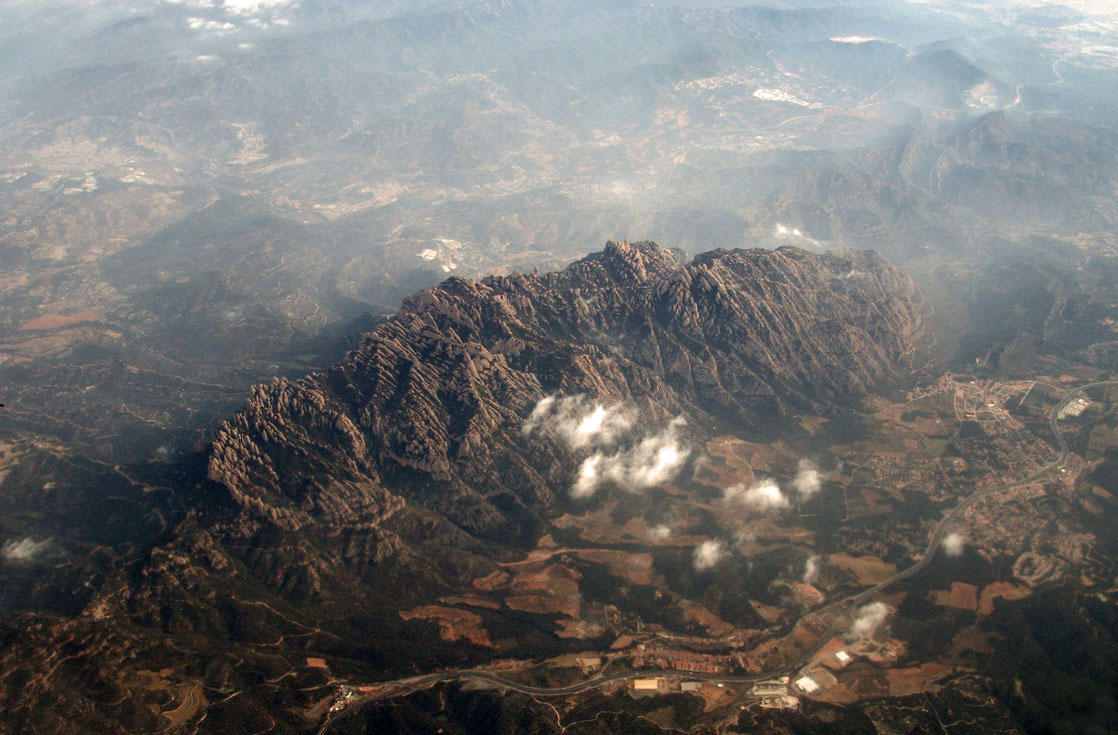
Vista aèria del massís de la muntanya de Montserrat.

D'altra banda, l'any 2005 els Ajuntaments de Collbató, Esparreguera, El Bruc i Olesa de Montserrat van signar un conveni per impulsar la creació del Parc Rural del Montserrat, al qual s'afegiren posteriorment també Abrera i Marganell. En la Carta promotora d'aquest organisme s'hi fa la següent reflexió:
Actualment, aquests municipis [de l'entorn de Montserrat], a cavall entre les comarques del Baix Llobregat, l'Anoia i el Bages, presenten encara una certa activitat agrícola centrada fonamentalment en els conreus de l'olivera, la vinya i l'ametller, l'horta i els fruiters [...]. La zona, a més, manté una estreta relació amb l'eix geogràfic, econòmic i històric que constitueix el riu Llobregat, de vital importància per al conjunt de Catalunya.
El març de 2016, després d'uns anys d'hibernació, una nova trobada d'alcaldes —en aquesta ocasió amb la presència afegida dels municipis de Castellolí, Sant Salvador de Guardiola, Vacarisses, Monistrol de Montserrat i Castellbell i el Vilar— va rellançar la demanda d'aquesta iniciativa, encarregant a la Diputació de Barcelona la seva posada en funcionament. Als documents estratègics i divulgatius preparats arran d'aquesta ocasió s'hi feia menció explícita de la reivindicació montserratina, afirmant a l'apartat «Cap a una identitat comarcal» que «L'impuls d'un projecte col·lectiu com és el Parc Rural del Montserrat pot esdevenir, en un futur més o menys proper, l'embrió d'una nova comarca “El Montserratí”».
Finalment, el 2 de febrer de 2018 el Parc quedà constituït amb la signatura d'un conveni al monestir de Montserrat, esdevenint el primer parc rural d'àmbit supramunicipal a Europa, amb una superfície total de 30.000 hectàrees (4.000 de les quals agrícoles) i la participació de 16 ajuntaments de 4 comarques. Un any després es va fundar l'Associació del Parc Rural del Montserrat com a òrgan gestor de l'espai, integrat per la Diputació i dotze municipis: Abrera, Castellolí, Collbató, El Bruc, Marganell, Olesa de Montserrat, Piera, Rellinars, Sant Vicenç de Castellet, Ullastrell, Vacarisses i Viladecavalls.

## Reivindicació de la nova comarca

### Els primers passos de la campanya
Si bé hi ha diversos antecedents històrics d'un sentiment identitari compartit entre diversos pobles montserratins, ha estat en els darrers anys que s'ha articulat un moviment que reivindica la creació de la nova comarca, especialment a partir de la publicació de l'Informe Roca i l'anunci d'un nou projecte de llei per a l'organització territorial l'any 2005, que va estimular les demandes de revisió de límits comarcals arreu del país.
Ja l'any 2003 un grup de veïns d'Abrera, Olesa, Esparreguera i Collbató, en el marc dels actes de celebració del Correllengua, va iniciar una campanya que reclamava el Montserratí, amb la col·locació de pancartes, murals i cartells arreu dels diversos pobles i el projecte de creació d'una secció conjunta de la Coordinadora d'Associacions per la Llengua (CAL) que també fos extensiva a Monistrol de Montserrat, el Bruc i Sant Esteve Sesrovires.
Dos anys més tard, el ple municipal de Collbató va aprovar el 18 de febrer de 2005 una moció presentada per Esquerra Republicana de Catalunya en què es demanava al govern català «que faci realitat aquells espais de gestió mancomunada que puguin sorgir com a fruit de la confluència de factors geogràfics, econòmics, culturals i socials, però com a fruit també del sentiment popular, com és el Pla de Montserrat». La moció defensava un sentiment d'identificació comarcal que «fa temps que els veïns i veïnes del Pla de Montserrat vivim amb intensitat».
L'impacte de la crisi econòmica de 2008 i els canvis al capdavant del govern de la Generalitat van refredar el projecte, però la nova proposta de Llei de Governs Locals de 2013 va suposar un reimpuls de la qüestió i aquell mateix any es va fer públic el Manifest pel Montserratí per tal d'aplegar el màxim suport d'agents socials, polítics i institucionals a l'entorn de la creació d'una comarca que afavorís «la cohesió i integració dels pobles de Montserrat». En aquella ocasió l'àmbit proposat constava de 14 municipis i es distingia de la proposta de l'Informe Roca pel fet que incorporava Castellolí però no Masquefa ni Piera.
Poc després, l'any 2015, el Parlament va aprovar la creació de la nova comarca del Moianès. Durant aquest període també el nou alcalde de Martorell, Xavier Fonollosa, va pronunciar-se en diverses ocasions respecte l'artificialitat del Baix Llobregat—afirmant que «només ens uneix una autovia i un riu»— i la necessitat de constituir una nova unitat comarcal al nord d'aquest, conjuntament amb altres pobles de l'àmbit montserratí.

### PlataformaEl Montserratí és Comarca

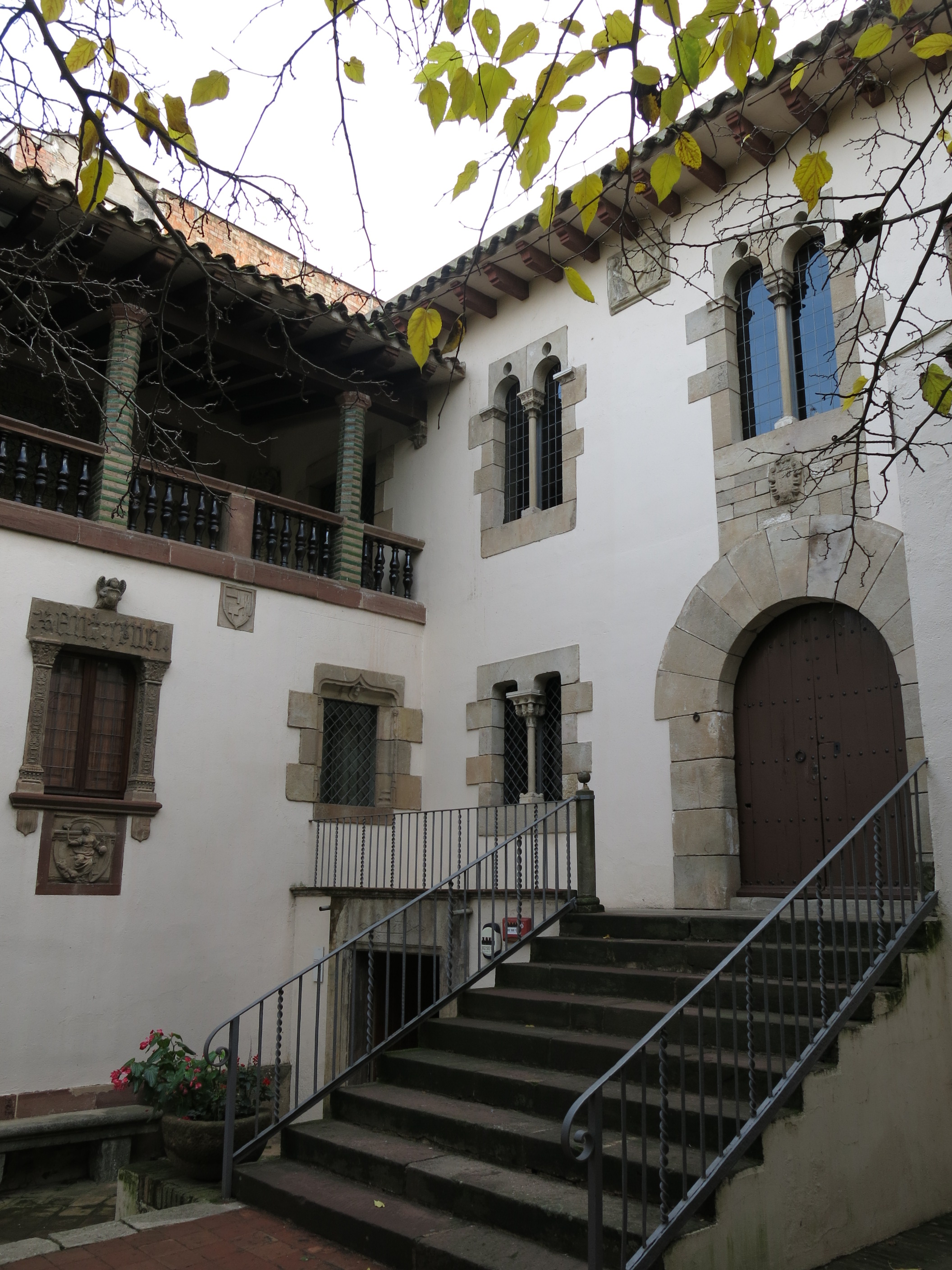
L'Enrajolada, Casa Museu Santacana de Martorell, espai en què es va presentar la nova plataforma montserratina.

L'any 2017 va ser un punt d'inflexió en l'organització i visualització de la reivindicació montserratina. Al maig va tenir lloc una primera trobada a Olesa de Montserrat i el 4 de juliol es va presentar públicament a L'Enrajolada de Martorell la Plataforma El Montserratí és Comarca amb la participació dels alcaldes de Martorell, Collbató, Castellví i Sant Esteve Sesrovires acompanyats de regidors i personalitats dels altres quatre municipis implicats (Abrera, el Bruc, Esparreguera i Olesa de Montserrat).
L'acte va comptar també amb la conducció del periodista martorellenc Eduard Pujol, llavors director de RAC1, i les intervencions del geògraf olesà Joan Soler i l'escriptora sesrovirenca Núria Pradas, obtenint un ressò notable als mitjans de comunicació d'abast comarcal i nacional.
En aquella ocasió es va realitzar la lectura d'un manifest que sintetitzava les raons de la campanya, en el qual s'afirmava que «Des de fa uns anys entitats i membres actius de la societat civil dels pobles del Montserratí han anat debatent la creació d'una nova realitat comarcal», atès que la distància amb els centres administratius de les respectives capitals comarcals i les infraestructures existents no satisfeien llurs necessitats. El manifest considerava que actualment aquests pobles són «perifèries amb una dinàmica pròpia, tant pel vessant del riu Llobregat com del riu Anoia, que conflueixen a Martorell», esdevenint un pol de desenvolupament econòmic i un àmbit cabdal en l'articulació metropolitana pel seu caràcter d'interconnexió i de porta d'entrada al continu urbà barceloní. Finalment, afegia que «és urgent debatre i treballar per assolir una nova ordenació territorial a redós de la muntanya de Montserrat; que ens sigui més propera, funcional, sostenible i representativa».
Aquell mateix any, el llavors president Carles Puigdemont es va pronunciar favorablement amb relació a la creació futura de la nova comarca, sempre i quan fos el fruit d'un consens clar entre els municipis afectats. Uns mesos més tard, Oriol Junqueras, vicepresident i exalcalde del municipi baix-llobregatenc de Sant Vicenç dels Horts, va mostrar-se més escèptic davant d'aquesta possibilitat però també va posar l'èmfasi en la voluntat dels habitants del territori.

### L'ajornament del debat comarcal
Malgrat l'impuls inicial i el ressò aconseguit per la Plataforma, les condicions d'excepcionalitat i bloqueig de la política catalana arran del procés sobiranista i de les turbulències viscudes després de la convocatòria del referèndum sobre la independència de Catalunya del primer d'octubre de 2017 (de l'aplicació del l'article 155 que va suspendre l'autonomia catalana fins a la pèrdua de la majoria sobiranista al Parlament, passant per la repressió i els judicis contra dirigents independentistes o l'enfrontament entre els partits processistes) van refredar el debat comarcal. Finalment, l'any 2023 aquest va reactivar-se a l'entorn de la creació de la llargament reclamada comarca del Lluçanès, fent efectiu el resultat de la consulta ciutadana del 2015.
Pel que fa al Montserratí, s'ha produït un ajornament sine die de la qüestió, si bé els alcaldes de la zona no descarten que en algun moment pugui revifar la reivindicació en favor de la nova comarca. Tanmateix, el caràcter distintiu montserratí continua present en l'activitat quotidiana de la societat civil, tal com evidencia la constitució el 2023 d'una seu territorial d'Òmnium Cultural al Pla de Montserrat, que engloba vuit municipis i que impulsa accions per donar a conèixer el territori que li dona nom.

### Crítiques rebudes i manca de posicionament oficial
La proposta de creació de la comarca del Montserratí també té detractors o veus que l'han posat en dubte, començant per un bon nombre d'alcaldes i representants polítics dels ajuntaments implicats que han manifestat no tenir un posicionament clar sobre la conveniència d'aquesta qüestió, inclosos alguns dels que formen part de la Plataforma. Cal tenir en compte que les possibles poblacions afectades no han estat consultades oficialment i que des de la iniciativa es defensa que «actualment no existeix un mapa delimitat, sinó un espai de treball amb la intenció d'obrir el debat» i de recollir adhesions en l'àmbit ciutadà.
Alguns alcaldes que se n'han desmarcat són els batlles socialistes de Sant Andreu de la Barca i Sant Esteve Sesrovires —aquest darrer va canviar de color polític després de l'adhesió inicial del municipi—, l'alcalde de Monistrol de Montserrat o les seccions locals d'Esquerra Republicana de Catalunya al Bages. Segons algunes fonts, representants electes de Castellbisbal, Piera, Gelida i Sant Llorenç d'Hortons també s'hi haurien pronunciat en contra. Els alcaldes anoiencs del Bruc —integrat a la Plataforma— i Castellolí en ser consultats arran del manifest de 2017 van mostrar d'entrada poc interès, però en canvi l'alcalde de Masquefa sí que es va declarar favorable a la integració a la nova comarca.
Des del sud del Baix Llobregat també s'han realitzat crítiques a la proposta de segregació de la comarca actual, especialment per part de regidors i dirigents polítics dels municipis integrats en l'Àrea Metropolitana de Barcelona, que qüestionen els motius de fons de la campanya com ara la identitat geogràfica, territorial o històrica i els suposats beneficis derivats d'un nou marc de gestió i prestació de serveis montserratí.
La majoria de veus contràries o escèptiques amb la nova comarca proposen, com a contrapartida a les reivindicacions de la Plataforma, opcions intermèdies com la d'una mancomunitat de municipis al Baix Llobregat Nord o l'adopció de plans de desenvolupament territorial específics per a la subcomarca montserratina.